# KZ Oederan

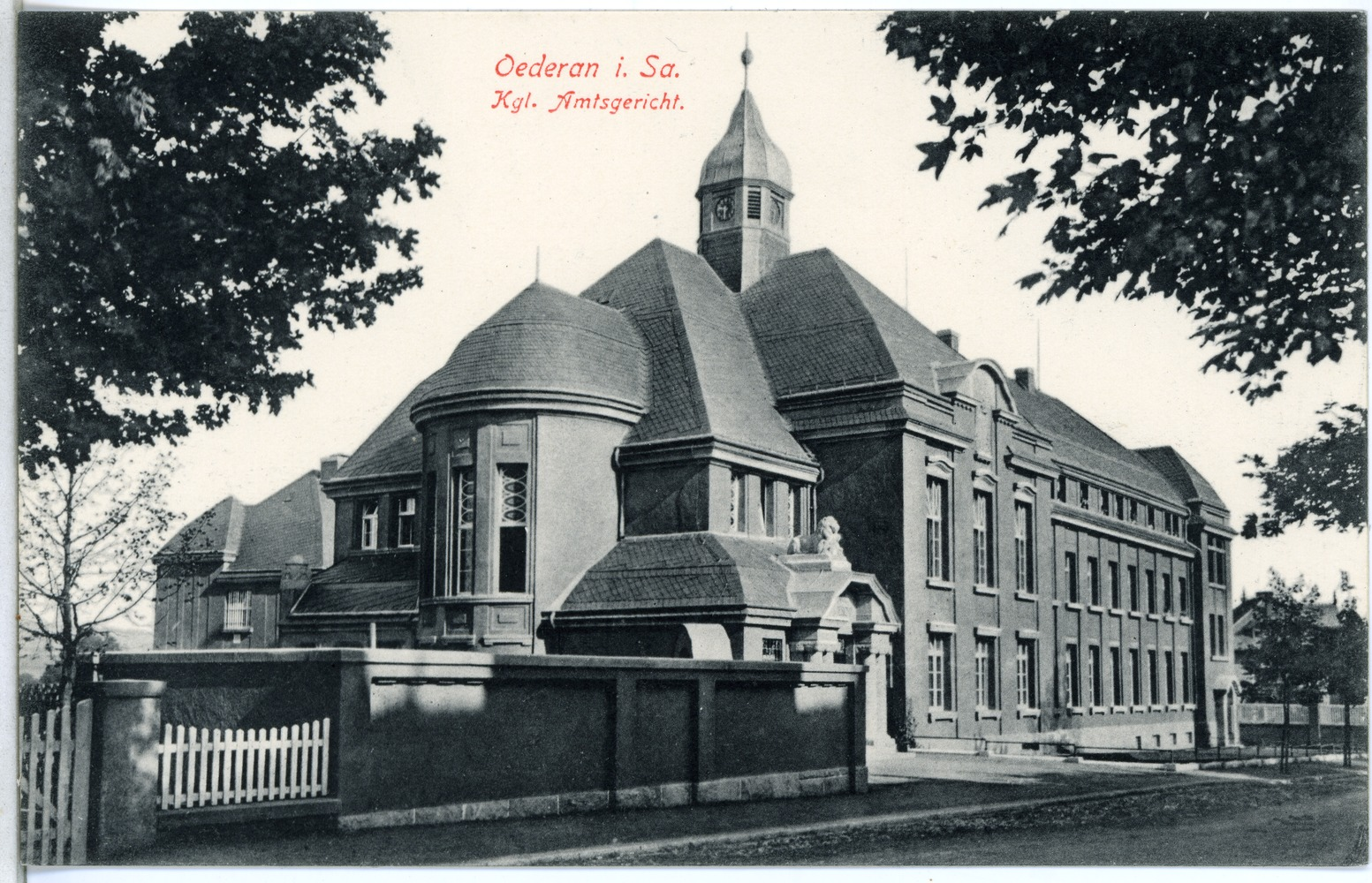
Amtsgericht Oederan (1912). Hier befand sich 1933 das Konzentrationslager.

Das KZ Oederan wurde von März bis April 1933 im Gefängnistrakt des Amtsgerichts in der Stadt Oederan in Sachsen betrieben. Es handelte sich um ein sogenanntes „frühes“ oder auch „wildes“ Konzentrationslager.

## Geschichte
Das Konzentrationslager war im März und April 1933 im Auftrag der Amtshauptmannschaft Flöha im Gebäude des Amtsgerichts Oederan eingerichtet worden. In den 17 Zellen des Amtsgerichtsgefängnisses waren nachweislich 80 Häftlinge eingesperrt. Davon waren 52 Inhaftierte namentlich erfasst.